# Ercole Baldini
Ercole Baldini (* 26. Januar 1933 in Forlì; † 1. Dezember 2022 ebenda) war ein italienischer Radrennfahrer. Er wurde 1956 Olympiasieger, gewann 1958 den Giro d’Italia und den Straßenweltmeistertitel.

## Werdegang
Drei Jahre nachdem Baldini 1951 mit dem Radsport begann, verbesserte er 1954 den Stundenweltrekord für Amateure auf 44,870 km. Im Jahr 1956 wurde er bei den Weltmeisterschaften 1956 Titelträger der Amateure in der Einerverfolgung. Im selben Jahr verbesserte er am 19. September 1956 auf der Mailänder Vigorelli-Bahn mit 46,394 km den allgemein geltenden Stundenweltrekord und übertraf die gerade erst drei Monate alte Bestmarke des fünfmaligen Tour-de-France-Siegers Jacques Anquetil um 235 m. Bei den anschließenden Olympischen Sommerspielen 1956 in Melbourne wurde er Olympiasieger im Straßenrennen und kam in der Mannschaftswertung auf den 4. Platz.
Im Jahr 1957 wurde Baldini Profi und belegte in seinem ersten Jahr als Berufsfahrer den dritten Gesamtrang des Giro d’Italia 1957, bei dem er eine Etappe gewann. Den Giro d’Italia 1958 beendete er als Gesamtsieger, nachdem er vier Etappen gewinnen konnte. Im selben Jahr wurde er bei den Weltmeisterschaften 1958 in Reims Straßenweltmeister.
Auch in den Folgejahren blieb Baldini bei den Grand Tours erfolgreich: Bei der Tour de France 1959 gewann er eine Etappe und wurde Sechster, die Tour de France 1962 beendete er als Achter, nachdem er zuvor den Giro d’Italia 1962 als Siebter beendet hatte.
Aufgrund seiner Stärke im Zeitfahren auf der Straße wie auf der Bahn erhielt Baldini den Beinamen Il Treno di Forlì (ital.= der Zug aus Forli). Neben dem erwähnten Stundenweltrekord und dem Weltmeistertitel in der Einerverfolgung gewann er bedeutende Einzelzeitfahren, wie den Gran Premio di Lugano, den Grand Prix des Nations viermal den Grand Prix Forlì und ebenfalls viermal das Paarzeitfahren Trofeo Baracchi.
Baldini beendete seine Laufbahn als Radrennfahrer am Ende der Saison 1964. In der Folge war er als Sportlicher Leiter von Radsportteams – zuletzt bei SCIC – und zur Zeit der Präsidentschaft von Hein Verbruggen für die Union Cycliste Internationale tätig.
Baldini verstarb am 1. Dezember 2022 an seinem Wohnort Villanova in Forlì nach seiner Rückkehr aus einem Krankenhaus, in dem er sich einer stationären Behandlung unterzogen hatte.

## Erfolge
1954

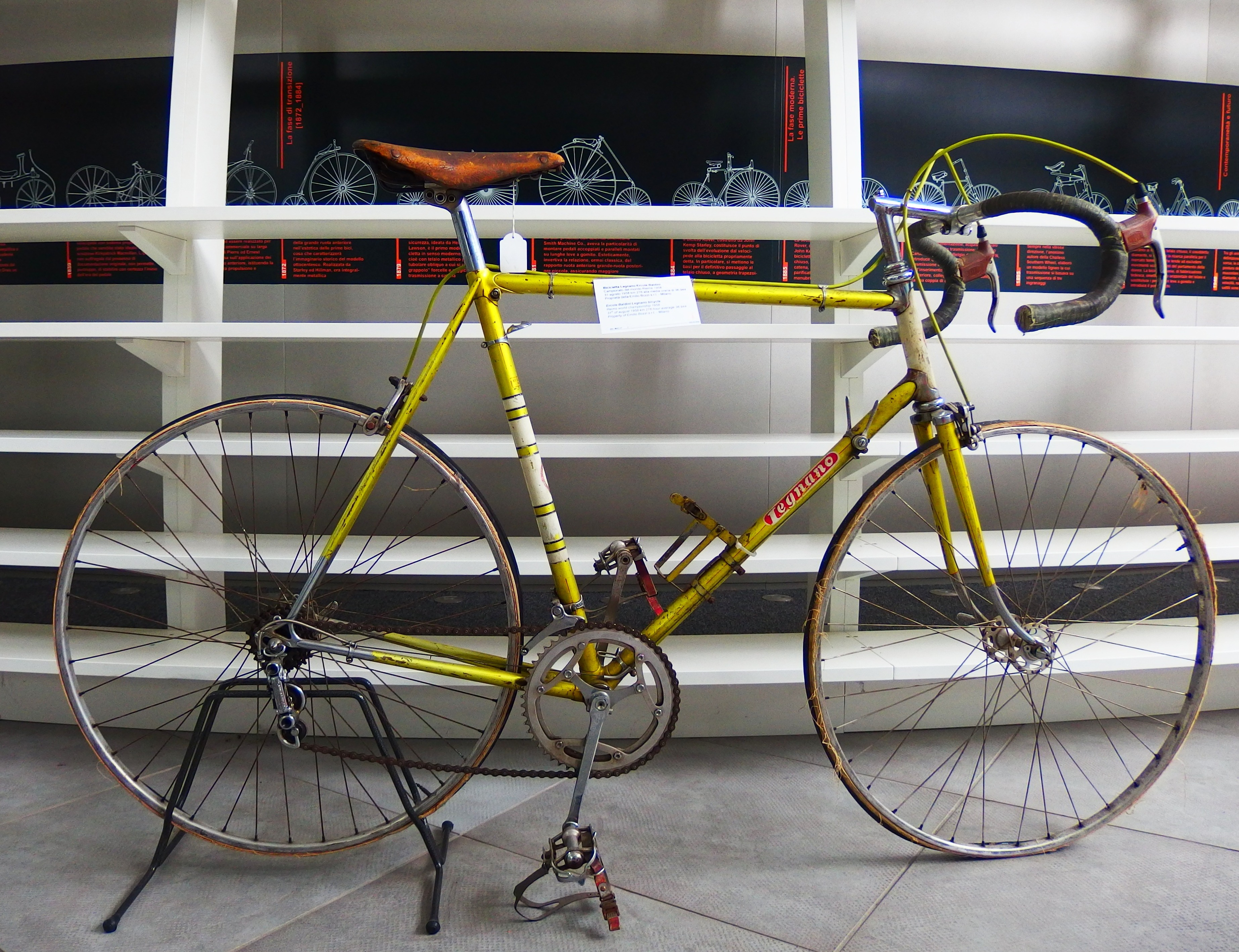
Rad der Marke Legnano im Museo del Ciclismo Madonna del Ghisallo, mit dem Baldini 1958 Weltmeister wurde

- Stundenweltrekord (Amateure) – 44,870 km

1956
- Italienischer Meister – Einerverfolgung (Amateure)
- Weltmeister – Einerverfolgung (Amateure)
- Stundenweltrekord – 46,394 km
- Olympiasieger – Straßenrennen

1957
- eine Etappe Giro d’Italia
- Giro di Romagna
- Giro del Lazio
- Italienischer Meister – Straße
- Gran Premio di Lugano
- Trofeo Baracchi (mit Fausto Coppi)

1958
- Grand Prix Forlì
- eine Etappe Roma-Napoli-Roma
- Gesamtwertung und vier Etappen Giro d’Italia
- Italienischer Meister – Straße
- Trofeo Matteotti
- Weltmeister – Straßenrennen
- Gran Premio Industria e Commercio di Prato
- Trofeo Baracchi (mit Aldo Moser)

1959
- Grand Prix Forlì
- eine Etappe Tour de France
- Giro dell’Emilia
- Trofeo Baracchi (mit Aldo Moser)

1960
- Grand Prix des Nations

1961
- Milano–Mantova
- Grand Prix d’Europa
- Trofeo Baracchi (mit Joseph Velly)

1962
- Grand Prix Forlì

1963
- Giro della Calabria
- Grand Prix Forlì
- Coppa Placci

## Grand Tour-Platzierungen
| Grand Tour         | 1957 | 1958 | 1959 | 1960 | 1961 | 1962 | 1963 | 1964 |
| ------------------ | ---- | ---- | ---- | ---- | ---- | ---- | ---- | ---- |
| Giro d’ItaliaGiro  | 3    | 1    | 17   | 41   | –    | 7    | 26   | DNF  |
| Tour de FranceTour | –    | –    | 6    | 33   | –    | 8    | –    | DNF  |